# Fabio Staibano
Fabio Staibano (Eboli, 20 aprile 1983) è un rugbista a 15 italiano, che milita come pilone nel Parma.

## Biografia
Ha iniziato nel Rugby Battipaglia, dove ha giocato fino all'under 17, per poi passare in prestito al Rugby Sannio con cui ha preso parte al campionato Nazionale Under 21. Con la compagine sannita ha perso la finale per lo scudetto. Quindi il passaggio all'Overmach Parma, con cui ha debuttato nel Super 10.
Ha indossato la maglia azzurra per la prima volta l'11 giugno 2006 contro il Giappone.
Tornato in Italia, per la stagione 2010-11 e 2011-12 è stato ingaggiato dagli Aironi, franchise italiana in Pro12.
Dopo la cancellazione della licenza per la partecipazione alla Pro12 degli Aironi, Staibano viene ingaggiato dalla squadra inglese London Wasps che milita in Premiership per la stagione 2012-2013. Ritorna in Italia la stagione successiva, per disputare il campionato di Eccellenza con il Petrarca.
Dal 2014 milita a Piacenza nei Rugby Lyons.